# Magdalena Piekarska
Magdalena Piekarska (Varsovia, 28 de noviembre de 1986) es una deportista polaca que compite en esgrima, especialista en la modalidad de espada.
Ganó dos medallas en el Campeonato Mundial de Esgrima, plata en 2009 y bronce en 2017, y cuatro medallas en el Campeonato Europeo de Esgrima, en los años 2009 y 2019.

## Palmarés internacional
| Campeonato Mundial | Campeonato Mundial    | Campeonato Mundial | Campeonato Mundial |
| Año                | Lugar                 | Medalla            | Prueba             |
| ------------------ | --------------------- | ------------------ | ------------------ |
| 2009               | Antalya (Turquía)     | Medalla de plata   | Espada por equipos |
| 2017               | Leipzig (Alemania)    | Medalla de bronce  | Espada por equipos |
| Campeonato Europeo |                       |                    |                    |
| Año                | Lugar                 | Medalla            | Prueba             |
| 2009               | Plovdiv (Bulgaria)    | Medalla de plata   | Espada por equipos |
| 2010               | Leipzig (Alemania)    | Medalla de oro     | Espada por equipos |
| 2010               | Leipzig (Alemania)    | Medalla de plata   | Espada individual  |
| 2019               | Düsseldorf (Alemania) | Medalla de oro     | Espada por equipos |